# Pia Camil
Pia Camil (Ciudad de México, 1980) es una artista mexicana. Su obra comprende escultura, instalación, performance y arte textil, entre otras expresiones. Estudió la maestría en Bellas Artes por la Slade School of Fine Art, en 2008; así como la licenciatura en Bellas Artes por la Rhode Island School of Design, en 2003. En 2009, formó El Resplandor, una banda performática. En el 2021, recibió el premio Programa Europeo de Honores, en el Palazzo Cenci de Roma. Además, en el 2008 fue nominada para el Premio Paul Hamlyn de Londres.
Los antecedentes del trabajo de Camil se remontan a los años sesenta del siglo pasado, cuando se puso en acción la contracultura. Desde entonces, la artista ha logrado posicionarse en prestigiosos museos y galerías a nivel nacional e internacional, como el Museo Jumex, en la Ciudad de México; la Colección Patricia Phelps de Cisneros; y el Wattis Institute for Contemporary Arts, en California. 
Su estilo evoca el paisaje urbano de la Ciudad de México, el modernismo así como la publicidad urbana y los escaparates y una crítica abierta al consumismo. Sus obras integran la participación de las personas en la misma, como el caso de A pot por latch, en la que, además de evocar las estructuras de comercio ambulante, las personas que visitan la exposición pueden intervenir la pieza vistiendo partes de la misma.

## Obra
La obra de Camil reinterpreta elementos del paisaje y la ruina urbana mexicana. En algunos casos, se enfoca en el fracaso y la descomposición de este, incluyendo pinturas y fotografías de proyectos detenidos a lo largo de las carreteras de México; así como vallas publicitarias abandonadas que se convierten en cortinas de teatro. Su trabajo enfatiza la sobreproducción capitalista, transformando los espectaculares en descomposición en objetos críticos y lúdicos.

## Premios y distinciones
- Nominada al Premio Paul Hamlyn para artistas visuales, Londres (2008).[7]
- Reconocimiento del European Honors Program, Palazzo Cenci, Roma (2021).[7]

## Exposiciones individuales destacadas
- Velo Revelo, Clark Art Institute, Williamstown, Massachusetts (2020).[8]
- Three Works, Museum of Contemporary Art Tucson, Arizona (2021).[9]
- Fade to Black: Sit, Relax, Look..., Savannah College of Art and Design Museum, Georgia (2018).[10]
- Bara, Bara, Bara, Dallas Contemporary, Texas (2017).[11]
- A Pot for a Latch, New Museum, Nueva York (2016).[12]
- Slats, Skins & Shopfittings, Blum & Poe, Nueva York (2016).[13]